# رزبری پای

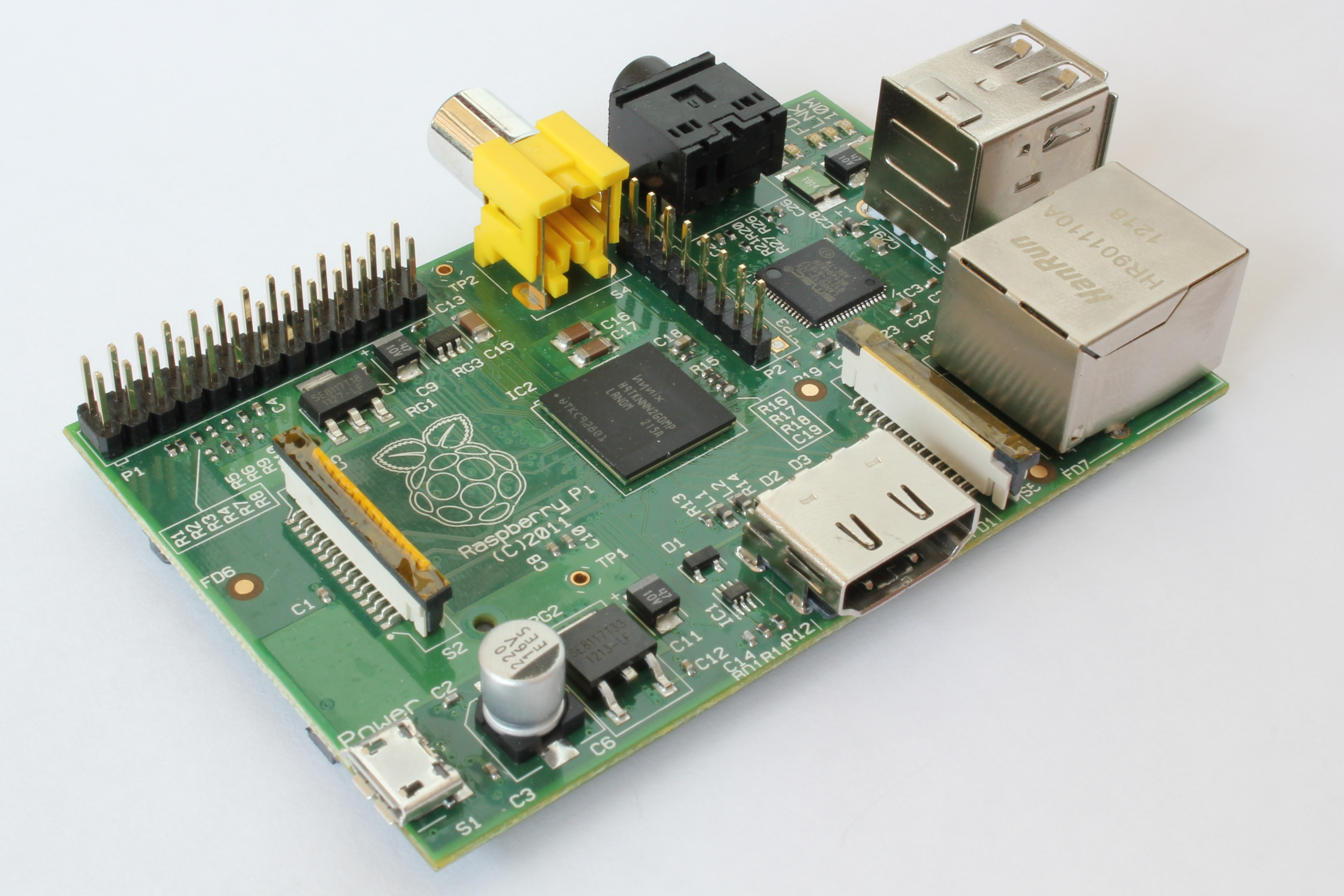
رزبری پای مدل B نسخه یک

رزبری پای (به انگلیسی: Raspberry Pi) یک رایانه تک-برد (به انگلیسی: Single-board computer) در اندازه یک کف دست است که بنیاد رزبری پای آن را برای تشویق آموزش علوم رایانه در مدرسه‌ها ساخته‌است. پنج نسخه از این رایانه ساخته شده که قیمت نسخه‌های اول و دوم به ترتیب ۲۵ و ۳۵ دلار آمریکا (به علاوهٔ مالیات محلی) و نسخه سوم آن با نام zero، بیست و شش دلار است.
نسخهٔ چهارم رزبری پای در ۲۴ ژوئن ۲۰۱۹ معرفی شد و دارای پنج نسخه با قیمت‌های متفاوت است. نسخه رم ۱ گیگابایتی قیمتی معادل ۳۵ دلار دارد، نسخه رم ۲ گیگابایتی نیز به مبلغ ۴۵ دلار و نسخه رم ۴ گیگابایتی به قیمت ۵۵ دلار و نسخه رم ۸ گیگابایتی با قیمت ۷۵ دلار موجود است. همچنین یک نسخه با ۴ گیگابایت رم که به صورت یک کیبورد است با نام «رزبری پای ۴۰۰» نیز با قیمت ۷۰ دلار در دسترس است. و همچنین نسخه پنجم رزبری پای که جدید ترین محصول رزبری پای است با نام رزبری پای 5 شناخته میشود و از نظر سخت افزاری از همه نسخه های رزبری پای قوی تر و بروز تر میباشد.  
رایانه‌های تک-برد رزبری پای در کارخانه شرکت سونی واقع در ولز، بریتانیا تولید می‌شوند. تعدادی دیگر در ژاپن و چین ساخته می شوند .
رزبر پای ۵:
داغ ترین برد رزبرپای، دمای پردازنده می‌تواند به ۸۰ درجه سلسیوس برسد پس باید از هیتسینک با فن مخصوص رزبرپای استفاده کرد البته رزبرپای ۵ دارای درگاه اتصال فن می باشد که می تواند با یک فن ۵ ولتی استفاده شود اگر دمای پردازنده از ۵۵درجه سلسیوس عبور کند فن به‌طور خودکار روشن میشود
رزبرپای ۵ دارای کلید برای خاموش کردن است که با دوبار فشار دادن دکمه رزبرپای به حالت آماده به کار میرود البته این کلید قطع برق نیست و میتوان در سیستم عامل کارهای دیگری به او داد.

## ویژگی‌ها
این رایانه دارای دیسک سخت نیست ولی به کمک حافظه SD، خود را راه اندازی می‌کند.

این رایانه قادر است با سیستم عامل‌های مختلفی راه اندازی شود. سیستم عامل اولیه‌ای که با آن عرضه شد توزیع لینوکس دبیان بود ولی نسخه‌هایی از اندروید نیز برای آن تهیه شده‌است.
پس از رونمایی از رزبری پای ۲، مایکروسافت مدعی شد که یک نسخه محدود از ویندوز ۱۰ را با نام Windows 10 IoT Core for Raspberry برای رزبری پای ۲ و ۳ بهینه کرده و به صورت رایگان منتشر خواهد کرد.
این رایانه با کمک یک کابل میکرو USB تغذیه می‌شود.
رزبری پای قادر است به کمک یک کابل تصویر ویدئو و یک درگاه سوزنی، خروجی صدا و تصویر داشته یا با کابل اچ دی ام آی (HDMI)، خروجی تصویری با دقت ویدیوی اچ‌دی (HD) و صدایی استریو داشته باشد. دو درگاه یو اس بی (USB) نیز برای آن در نظر گرفته شده‌است که می‌توان از آن برای ارتباطات مختلف استفاده کرد. از درگاه‌های USB برای صفحه کلید، ماوس، شبکه بی‌سیم و کلیه دستگاه‌ها با پشتیبانی از درگاه مذکور می‌توان استفاده کرد. به کمک هاب USB می‌توان از پورت‌های بیشتری استفاده کرد. مدل‌های B نسخه یک و دو این رایانه یک درگاه شبکه نیز دارد که به کمک آن می‌توان به شبکه محلی یا اینترنت متصل شد.
از خروجی HDMI برای صدا، تصویر و کنترل آن باهم می‌توان بهره جست. بدین ترتیب با کمک فقط یک نمایشگر لمسی قادر است تبدیل به یک تبلت شود.
واحد پردازش مرکزی (CPU) رزبری پای مبتنی بر معماری آرم است. این نسخه از معماری انحصارا در دست شرکت اینتل ساخته و تولید میشود.

## کاربردها

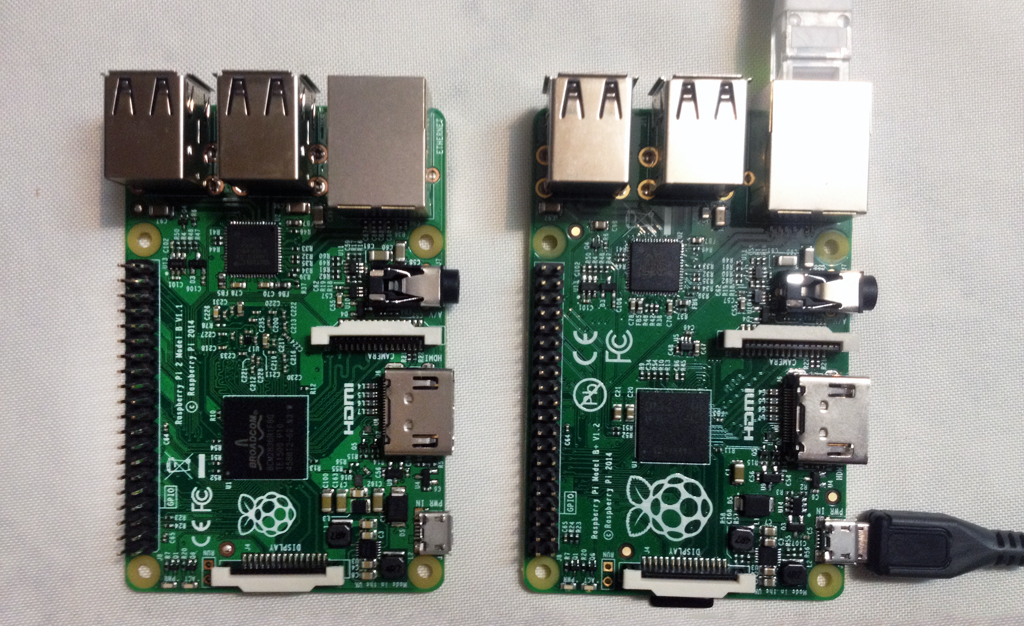
رزبری پای ۲ (سمت چپ) و رزبری پای مدل بی‌پلاس (راست). از تفاوت‌های ظاهری این دو مدل در سمت پشت است که رزبری پای ۲ به علت داشتن رم بیشتر یک آی‌سی بیشتر دارد.

این یک رایانه بسیار کوچک و ارزان با تمام قابلیت‌های یک رایانه واقعی است که می‌توان از آن در سیستم‌های روباتیک، اتوماسیون، اینترنت اشیاء و … استفاده کرد. کاربردهای پژوهشی و علمی این رایانه در مجله‌ای تخصصی که وابسته به بنیاد رزبری پای است، به صورت ماهیانه مطرح می‌شود.

## سخت‌افزار
پردازنده

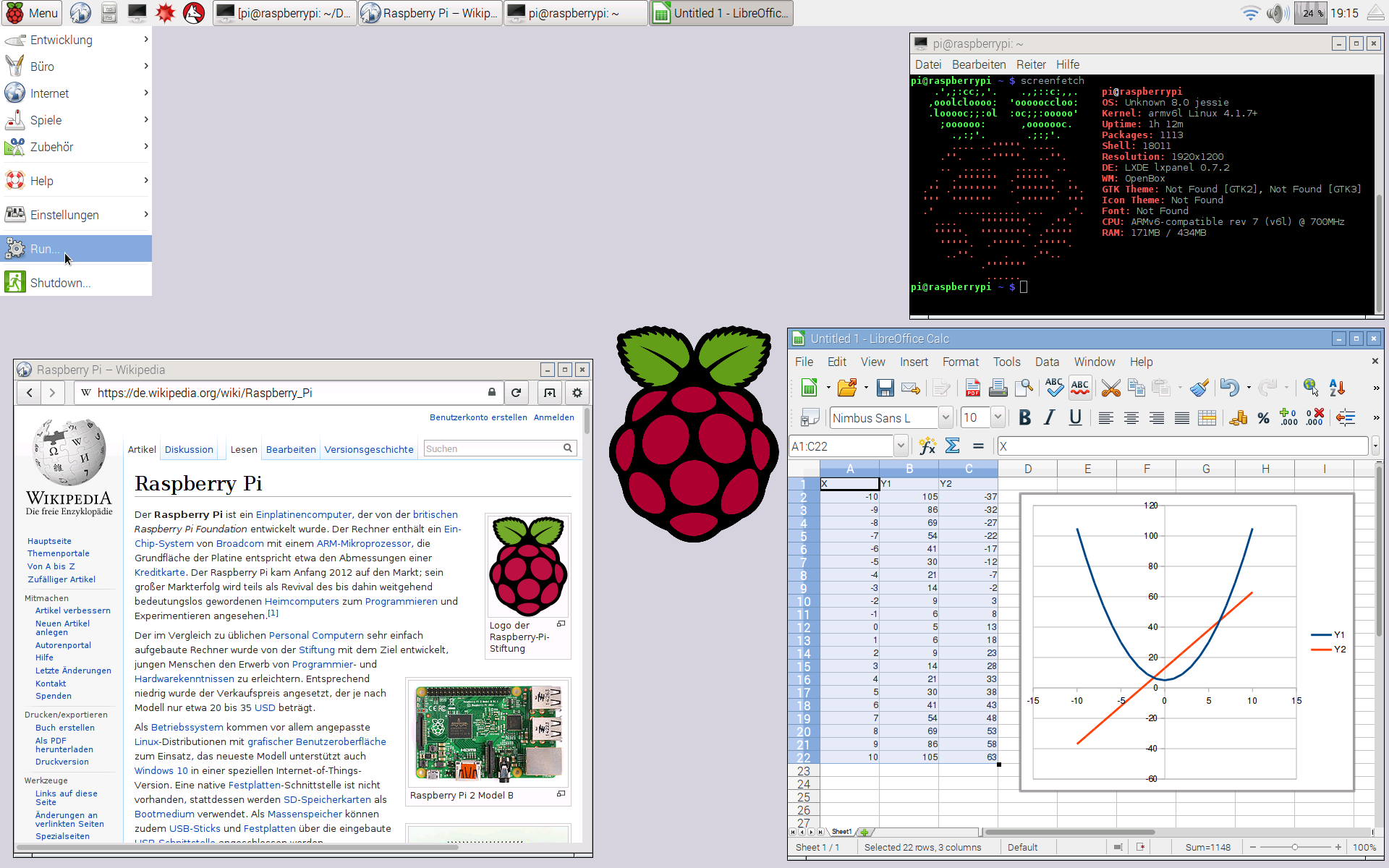
برنامه دسکتاپ Raspbian 2015 بهمراه برنامه ها

Raspberry Pi 2B از یک پردازنده ۳۲ بیتی ۹۰۰ مگاهرتز چهار هسته ای ARM Cortex-A7 استفاده می‌کند.
SoC Broadcom BCM2835 مورد استفاده در نسل اول Raspberry Pi شامل یک پردازنده ۳۲ بیتی ARM1176JZF-S با فرکانس ۷۰۰ مگاهرتز، واحد پردازش گرافیکی VideoCore IV (GPU)، و RAM است. دارای حافظه نهان سطح 1 (L1) ۱۶ کیلوبایت و حافظه نهان سطح 2 (L2) با حجم ۱۲۸ کیلوبایت. حافظه نهان سطح ۲ عمدتاً توسط GPU استفاده می‌شود. SoC در زیر تراشه RAM انباشته شده‌است، بنابراین فقط لبه آن قابل مشاهده است. ARM1176JZ(F)-S همان CPU مورد استفاده در آیفون اصلی است، اگرچه سرعت کلاک بالاتری دارد و با یک GPU بسیار سریعتر جفت می‌شود.
مدل قبلی V1.1 Raspberry Pi 2 از یک Broadcom BCM2836 SoC با یک پردازنده ۳۲ بیتی ۹۰۰ مگاهرتز و چهار هسته ای ARM Cortex-A7 با حافظه نهان L2 مشترک ۲۵۶ کیلوبایت استفاده می‌کرد.Raspberry Pi 2 V1.2 به SoC Broadcom BCM2837 با پردازنده چهار هسته ای ARM Cortex-A53 با فرکانس ۱٫۲ گیگاهرتز ۶۴ بیتی ارتقا یافت، همان پردازنده ای که در Raspberry Pi 3 استفاده می‌شود، اما آندرکلاک شده‌است (به‌طور پیش فرض) به همان سرعت کلاک CPU 900 مگاهرتز مانند V1.1. SoC BCM2836 از اواخر سال ۲۰۱۶ دیگر تولید نمی‌شود.
Raspberry Pi 3 Model B از یک SoC Broadcom BCM2837 با پردازنده ۶۴ بیتی ARM Cortex-A53 با فرکانس ۱٫۲ گیگاهرتز و ۵۱۲ کیلوبایت کش L2 مشترک استفاده می‌کند. مدل A+ و B+ 1.4 گیگاهرتز
Raspberry Pi 4 از یک SoC Broadcom BCM2711 با پردازنده ۶۴ بیتی چهار هسته ای ARM Cortex-A72 با فرکانس ۱٫۵ گیگاهرتز (مدل‌های بعدی: ۱٫۸ گیگاهرتز) با ۱ مگابایت حافظه کش L2 مشترک استفاده می‌کند. برخلاف مدل‌های قبلی، که همگی از یک کنترل‌کننده وقفه سفارشی استفاده می‌کردند که برای مجازی‌سازی مناسب نبود، کنترل‌کننده وقفه در این SoC با معماری ARM Generic Interrupt Controller (GIC) 2.0 سازگار است و پشتیبانی سخت‌افزاری را برای توزیع وقفه در هنگام استفاده از قابلیت‌های مجازی‌سازی ARM ارائه می‌کند.
Raspberry Pi Zero و Zero W از همان Broadcom BCM2835 SoC به عنوان نسل اول Raspberry Pi استفاده می‌کنند، اگرچه اکنون با سرعت کلاک CPU 1 گیگاهرتز کار می‌کند.
Raspberry Pi Zero W 2 از CPU RP3A0-AU, ARM Cortex A53 64 بیتی ۱ گیگاهرتز، بر روی ۵۱۲ مگابایت SDRAM استفاده می‌کند. مستندات بیان می‌کنند که این «سیستم روی بسته» یک بسته Broadcom BCM2710A1 است که از یک تراشه Broadcom BCM2837 به عنوان هسته استفاده می‌کند که یک چهار هسته‌ای ARM v8 است. Raspberry Pi 3 نیز از BCM2837 استفاده می‌کند، اما فرکانس آن ۱٫۲ گیگاهرتز است.
Raspberry Pi Pico از RP2040 با فرکانس ۱۳۳ مگاهرتز استفاده می‌کند.
اجرا و نمایش
در حالی که به‌طور پیش فرض در ۷۰۰ مگاهرتز کار می‌کند، اولین نسل رزبری پای عملکردی در دنیای واقعی تقریباً معادل 0.041 GFLOPS ارائه کرد. در سطح CPU، عملکرد مشابه Pentium II 300 مگاهرتز در سال ۱۹۹۷–۱۹۹۹ است. پردازنده گرافیکی ۱ گیگاپیکسل در ثانیه یا ۱٫۵ گیگ تکسل بر ثانیه پردازش گرافیکی یا ۲۴ گیگ فلاپ عملکرد محاسباتی عمومی را ارائه می‌دهد. قابلیت‌های گرافیکی Raspberry Pi تقریباً معادل عملکرد Xbox 2001 است.
Raspberry Pi 2 V1.1 دارای پردازنده چهار هسته ای Cortex-A7 با فرکانس ۹۰۰ مگاهرتز و ۱ گیگابایت رم بود. این دستگاه ۴ تا ۶ برابر قدرتمندتر از نسل قبلی خود توصیف شد. GPU مشابه اصلی بود. در معیارهای موازی، Raspberry Pi 2 V1.1 می‌تواند تا ۱۴ برابر سریعتر از Raspberry Pi 1 Model B+ باشد.
Raspberry Pi 3، با پردازنده چهار هسته‌ای Cortex-A53، ده برابر عملکرد Raspberry Pi 1 دارد. معیارها نشان دادند که Raspberry Pi 3 در کارهای موازی تقریباً ۸۰٪ سریعتر از Raspberry Pi 2 است.
Raspberry Pi 4، با پردازنده چهار هسته ای Cortex-A72، سه برابر عملکرد Raspberry Pi 3 دارد.
رم
طراحی اولیه بردهای Raspberry Pi Model A و B فقط شامل ۲۵۶ مگابایت حافظه با دسترسی تصادفی (RAM) بود. از این تعداد، بردهای اولیه بتا مدل B به‌طور پیش‌فرض ۱۲۸ مگابایت را به پردازنده گرافیکی اختصاص دادند و تنها ۱۲۸ مگابایت را برای CPU باقی گذاشتند. در نسخه‌های اولیه ۲۵۶ مگابایتی مدل‌های A و B، سه تقسیم مختلف ممکن بود. تقسیم پیش فرض برای CPU 192 مگابایت بود که برای رمزگشایی ویدیوهای 1080p مستقل یا برای پردازش سه بعدی ساده کافی است. ۲۲۴ مگابایت فقط برای پردازش لینوکس بود، تنها با فریم بافر 1080p، و احتمالاً برای هر ویدیو یا سه بعدی با شکست مواجه می‌شد. ۱۲۸ مگابایت برای پردازش سه بعدی سنگین، احتمالاً با رمزگشایی ویدیویی نیز بود. در مقایسه، نوکیا ۷۰۱ از ۱۲۸ مگابایت برای Broadcom VideoCore IV استفاده می‌کند.
مدل بعدی بعدی با ۵۱۲ مگابایت رم، در ۱۵ اکتبر ۲۰۱۲ منتشر شد و در ابتدا با فایل‌های تقسیم حافظه استاندارد جدید (arm256_start.elf, arm384_start.elf, arm496_start.elf) با ۲۵۶ مگابایت، ۳۸۴ مگابایت و ۴۹۶ مگابایت CPU منتشر شد. و به ترتیب با رم ویدیویی ۲۵۶ مگابایت، ۱۲۸ مگابایت و ۱۶ مگابایت. اما حدود یک هفته بعد، بنیاد نسخه جدیدی از start.elf را منتشر کرد که می‌توانست یک ورودی جدید را در config.txt بخواند (gpu_mem=xx) و می‌توانست به صورت پویا مقداری رم (از ۱۶ تا ۲۵۶ مگابایت در مراحل ۸ مگابایتی) اختصاص دهد. به GPU، منسوخ شدن روش قدیمی‌تر تقسیم حافظه، و یک start.elf برای ۲۵۶ مگابایت و ۵۱۲ مگابایت Raspberry Pis یکسان کار می‌کرد.
Raspberry Pi 2 دارای ۱ گیگابایت رم است.
Raspberry Pi 3 دارای ۱ گیگابایت رم در مدل‌های B و B+ و ۵۱۲ مگابایت رم در مدل A+ است.[78][79][80] Raspberry Pi Zero و Zero W دارای ۵۱۲ مگابایت رم هستند.
Raspberry Pi 4 با ۱، ۲، ۴ یا ۸ گیگابایت رم در دسترس است. یک مدل ۱ گیگابایتی در ابتدا در ژوئن ۲۰۱۹ در دسترس بود اما در مارس ۲۰۲۰ متوقف شد، و مدل ۸ گیگابایتی در می ۲۰۲۰ معرفی شد. مدل ۱ گیگابایتی در اکتبر ۲۰۲۱ بازگشت.

## مشخصات فنی

### مشخصات فنی Raspberry Pi 1
سرعت پردازنده اصلی ۷۰۰ مگاهرتز است که در حالت توربو تا ۱ گیگاهرتز نیز قابل افزایش است. حافظه این رایانه در نسخه‌های ۲۵۶ مگابایتی و ۵۱۲ مگابایتی و یک گیگا بایتی عرضه شده‌است.

### مشخصات فنی Raspberry Pi 2 مدل B
- برد مجتمع: Broadcom BCM2836
- پردازنده: ARM Cortex A7، چهار هسته ای و ۹۰۰ مگاهرتزی
- پردازشگر گرافیکی: Broadcom VideoCore IV با توان پردازشی ۲۵۰ مگاهرتز
- حافظهٔ رم: ۱ گیگابایت (بخشی از این حافظه با پردازشگر گرافیکی به اشتراک گذاشته شده‌است)
- تعداد پورت‌های USB: چهار عدد
- ورودی ویدئو: کانکتور MIPI از نوع ۱۵ پین
- خروجی ویدئو: HDMI و composite video (PAL and NTSC) و جک هدفون ۳٫۵ میلی‌متری

۸۰۲٫۱۱n Wi-Fi
Bluetooth ۴٫۱
- خروجی صدا: آنالوگ از طریق جک ۳٫۵ میلی‌متری و دیجیتال از طریق پورت HDMI
- فضای ذخیره‌سازی: از طریق درگاه و کارت حافظه میکرو SD

### مشخصات فنی Raspberry Pi 3 مدل B
- پردازندهٔ Quad-Core Broadcom BCM2387 ARM Cortex-A۵۳ ۱٫۲ گیگاهرتزی
- افزایش گرافیک از ۲۵۰ مگاهرتز به ۴۰۰ مگاهرتز، Dual Core VideoCore IV GPU
- ۸۰۲٫۱۱n Wi-Fi
- Bluetooth ۴٫۱
- پشتیبانی از ۱۰۸۰p video at 60fpsبا استفاده از فرمت H.۲۶۴، بالاتر از ۳۰fps
- یک گیگابایت رم (مانند نسخه قبلی)
- میکرو اسی‌دی
- سیستم عامل: سیستم عامل از کارت میکرو اس‌دی بالا آمده و یک نسخه از سیستم عامل لینوکس یا ویندوز ۱۰ اینترنت اشیا را اجرا می‌کند.
- سرعت اتصال اینترنت ۱۰۰Mbps
- نیاز به برق ورودی ۲٫۵ آمپر
- خروجی ویدئو: HDMI (rev ۱٫۳ & ۱٫۴، Composite RCA (PAL and NTSC)
- خروجی صوتی: جک ۳٫۵ میلی‌متری، HDMI، چهار USB ۲٫۰

### مشخصات فنیRaspberrypi مدل zero
- پردازنده Broadcom BCM2835 1GHZ.single-core ARM1176JZF-S گیگاهرتزی
- گرافیک ((OpenGL ES 2.0 (BCM2835, BCM2836: 24 GFLOPS / BCM2837: 28.8 GFLOPS)
- حافظه رم (512MB shared with GPU)
- ۱ درگاه (Micro-USB direct from BCM2835 chip)
- خروجی ویدیو Mini-HDMI, 1080p60
- خروجی صدا Mini-HDMI, stereo audio through PWM on GPIO
- حافظه میکرو MicroSDHC
- مصرف انرژی: (1.75mA 350W)
- سیستم عامل: سیستم عامل از کارت میکرو اس‌دی بالا آمده و یک نسخه از سیستم عامل لینوکس

### مشخصات فنی 4 Raspberry pi مدل B
- پردازنده 1.5 GHz 64/32-bit quad-core ARM Cortex-A72 گیگاهرتزی
- گرافیک Broadcom VideoCore VI 500 MHz
- حافظه رم 1 , 2 or 8,4 GB LPDDR4-3200 RAM
- ۱ درگاه 2x USB 3.0 / 2x USB ۲٫۰
- خروجی ویدیو dual micro HDMI ports
- خروجی صدا Mini-HDMI, stereo audio through PWM on GPIO
- حافظه میکرو MicroSDHC slot
- مصرف انرژی: (5V 3A (for full power delivery to USB devices
- سیستم عامل: سیستم‌عامل Raspbian Buster است که براساس توزیع Debian 10 Buster توسعه یافته و انتشار آن برای امسال برنامه‌ریزی شده‌است.

## رزبری پای 5 (اوج فناوری بنیاد رزبری پای)
رزبری پای 5، جدیدترین نسخه از مینی‌کامپیوترهای محبوب رزبری پای، در تاریخ 28 سپتامبر 2023 معرفی شد و به طور رسمی در 23 اکتبر 2023 به بازار عرضه گردید. این نسل از رزبری پای با بهبودهای قابل توجهی نسبت به نسل قبلی خود، یعنی رزبری پای 4، طراحی شده است و امکانات جدیدی را برای کاربران فراهم می‌کند.

### مشخصات فنی
پردازنده و گرافیک:
- پردازنده: چهار هسته‌ای ARM Cortex-A76 با فرکانس 2.4 گیگاهرتز
- پردازنده گرافیکی: VideoCore VII با فرکانس 800 مگاهرتز

حافظه:
- گزینه‌های حافظه: 4GB و 8GB LPDDR4-3200 SDRAM

اتصالات:
- دو پورت micro-HDMI (پشتیبانی از 4Kp60)
- دو پورت USB 3.0 و دو پورت USB 2.0
- اترنت گیگابیتی
- ورودی برق USB-C
- پشتیبانی از PCIe برای اتصال دستگاه‌های جانبی

شبکه:
- بلوتوث 5.0 و وایفای 6 (802.11ax)

### ویژگی‌های جدید
رزبری پای 5 با امکانات جدیدی که به آن افزوده شده، به یکی از بهترین انتخاب‌ها برای پروژه‌های مختلف تبدیل شده است:
1. عملکرد بالاتر: پردازنده جدید باعث افزایش عملکرد دو تا سه برابری نسبت به رزبری پای 4 شده است.
2. گرافیک پیشرفته: پردازنده گرافیکی VideoCore VII امکان پردازش‌های گرافیکی قوی‌تر و پشتیبانی از ویدیوهای 4K را فراهم می‌کند.
3. اتصالات سریع‌تر: با اضافه شدن پورت‌های USB 3.0 و اترنت گیگابیتی، سرعت انتقال داده‌ها به طور چشمگیری افزایش یافته است.
4. پشتیبانی از PCIe: این ویژگی امکان اتصال به تجهیزات اضافی مانند کارت‌های شبکه و ذخیره‌سازی سریع‌تر را فراهم می‌کند.
5. ساعت زمان واقعی (RTC): این قابلیت برای کاربردهایی که نیاز به زمان دقیق دارند، بسیار مناسب است.